# Інститут геолого-екологічних проблем Донбасу
Інститут геолого-екологічних проблем Донбасу — засновано у 1993. Колективне підприємство.

## Наукові напрямки
Основні наукові напрямки:
- розробка і впровадження нових геохімічних пошуково-оцінювальних технологій на нафту та газ, благородні, кольорові і рідкісні метали, алмази та інші корисні копалини;
- пошуки, оцінка та геолого-геохімічне моделювання родовищ благородних та рідкісних металів, нафти та газу;
- газогеохімічне моделювання шахтних полів з метою оцінки метаноносних структур, ділянок, оптимізації місця закладання свердловин для вилучення метану (як альтернативного виду палива);
- екологічна оцінка промислово-міських аґломерацій Донбасу, інших природно-техногенних систем;
- визначення ступеня хімічної зміни окремих компонентів довкілля — порід зони аерації, ґрунтів, поверхневих і підземних вод, рослин;
- оцінка біореакції населення на зміну оточуючого середовища;
- вивчення хімічного складу промислових відходів Донбасу, оцінка їх екологічної небезпеки і можливості використання як вторинної мінеральної сировини (техногенних родовищ).